# مايك بيرن
مايك بيرن (بالإنجليزية: Mike Byrne)‏ هو موسيقي أمريكي، ولد في 6 فبراير 1990 في بورتلاند في الولايات المتحدة.

## وصلات خارجية
- مايك بيرن على موقع ميوزك برينز (الإنجليزية)
- مايك بيرن على موقع ميوزك برينز (الإنجليزية)
- مايك بيرن على موقع ديسكوغز (الإنجليزية)